# Leuconoïde

Structure comparée des types : asconoïde (A), syconoïde (B), leuconoïde (C).
1. spongocèle ou atrium 2. oscule 3. tube vibratile ou tube radiaire 4. corbeille vibratile 5. pore inhalant ou ostiole 6. canal inhalant.
Les choanocytes sont figurés en rouge

Le leuconoïde est, avec l'asconoïde et le syconoïde, l'une des trois formes corporelles chez les éponges. L'expression « éponges de type Leucon » (en référence au genre biologique « modèle » Leucon) est aussi utilisée, mais il ne s'agit que d'un critère anatomique ne correspondant pas à une réalité taxonomique. 
Ces animaux sont généralement de grosses éponges coloniales. 
Elles possèdent des canaux inhalants menant à des chambres tapissées de choanocytes, lesquelles se vident dans des canaux exhalants menant à l'oscule.